# Yohann Eudeline
Yohann Eudeline (Caen, 23 giugno 1982) è un ex calciatore francese.

## Carriera
Ha giocato nella massima serie del campionato francese con Caen e Nantes.